# Naenarides inferior
Naenarides inferior là một loài tò vò trong họ Ichneumonidae.